# Saint-Selve
Saint-Selve är en kommun i departementet Gironde i regionen Nouvelle-Aquitaine i sydvästra Frankrike. Kommunen ligger i kantonen La Brède som tillhör arrondissementet Bordeaux. År 2022 hade Saint-Selve 3 668 invånare.

## Befolkningsutveckling
Antalet invånare i kommunen Saint-Selve
Referens:INSEE